# Jóhannes av Skarði
Jóhannes av Skarði (Tórshavn, 7 d'abril de 1911 - 24 de gener de 1999), va ser un lingüista i escriptor feroès.

## Biografia
Jóhannes va néixer a Tórshavn l'any 1911. Era fill dels pioners en l'educació pública a les illes Fèroe Símun av Skarði i Sanna Jacobsen. També era germà de la feminista i periodista Sigrið av Skarði. El 18 de juny de 1945 es va casar amb Paulina Berg. Junts van tenir quatre fills: Símun (1945), Hans Jákup (1946), Sanna (1949) i Aleksandra (1955).
Va començar l'escola infantil l'hivern de 1925-26 i després va fer d'aprenent d'artesà fins al 1929. A l'hivern de 1929-1930 va estar a la Universitat de Voss a Noruega i després va anar a Dinamarca. Va fer l'examen preliminar el 1932 i l'examen d'estudiant el 1934. Després va estudiar a la Universitat de Copenhaguen del 1934-38, i després va tornar a les Illes Fèroe. Fins que es va jubilar el 1976 va ser professor a la Føroya Fólkaháskúli, institució que va dirigir del 1942-53.

## Obra
Jóhannes av Skarði és conegut sobretot per la publicació del diccionari danès-faroès (1967) i el diccionari anglès-feroès (1984), pel qual va rebre el premi de literatura feroès el mateix any.

### Obra publicada
- 1967 - Donsk-Føroysk Orðabók
- 1980 - Jólafundurin 1888
- 1984 - Ensk-Føroysk Orðabók